# 3144 Brosche
3144 Brosche (1931 TY1) là một tiểu hành tinh vành đai chính được phát hiện ngày 10 tháng 10 năm 1931 bởi Reinmuth, K. ở Heidelberg.